# Eois bitaeniata
Eois bitaeniata là một loài bướm đêm trong họ Geometridae.